# Frères de Saint-François-Xavier
Les frères de Saint-François-Xavier (en latin Congregatio Fratrum a S. Francisco Xaviero ) appelés couramment frères xaviériens forment une congrégation laïque masculine de droit pontifical. Belge à l'origine, cette congrégation accueille surtout depuis les années 1930 des membres de nationalité américaine. À cause de la crise des vocations depuis la période post-conciliaire, la congrégation recrute désormais dans les anciens pays de mission, mais demeure encore largement américaine.

## Historique
La congrégation est fondée à Bruges sous le patronage de saint François-Xavier le 5 juin 1839 par Théodore Ryken (1797 - 1871) pour former et éduquer les garçons en particulier dans les terres de mission. L'évêque du diocèse de Bruges, Mgr Boussen, approuve l'institut le 4 septembre 1841 et le 22 octobre 1846 les premiers postulants font leur profession religieuse. De Belgique, les frères se répandent en Angleterre (1848) puis surtout aux États-Unis et au Congo belge. Mgr Martin John Spalding, évêque de Louisville, dans le Kentucky appelle les xaviériens en 1853 qui arrivent l'année suivante, prenant en charge plusieurs écoles paroissiales du diocèse. Ils ouvrent en 1864, la St. Xavier High School à Louisville. Devenu ensuite évêque de Baltimore, Mgr Spalding, appelle de nouveau les frères dans son nouveau diocèse. Ils ouvrent de nouvelles écoles et font de Baltimore le centre de leurs missions aux États-Unis. Ils ouvrent un noviciat au Mount Saint Joseph College qui existe toujours. En 1900, les xaviériens sont présents dans le Kentucky, le Maryland, le Massachusetts, en Virginie, en Virginie-Occidentale, dans l'État de New York et en Pennsylvanie.
L'institut obtient du pape Pie XI le décret de louange le 10 décembre 1927, ses constitutions sont approuvées par le Saint-Siège le 12 janvier 1931 et définitivement le 7 novembre 1939.

## Activité et diffusion
Les Frères Xaviériens se consacrent à l'éducation chrétienne de la jeunesse.
Ils sont présents en Belgique, Bolivie, République démocratique du Congo, États-Unis, Haïti, Kenya, Lituanie, Royaume-Uni. 
Ils administrent une quinzaine d'établissements d'enseignement aux États-Unis, deux en Grande-Bretagne et encore deux en Belgique, un à Bruges et un autre à Knokke.
La maison généralice est à Baltimore.
En 1966, les Xaviériens  connaissent leur apogée avec près de neuf cents frères et soixante-sept novices. Au 31 décembre 2005, la congrégation comptait 82 maisons et 227 religieux.